# سخاليت (سنحان)

تعديل مصدري - تعديل

سخاليت هي إحدى قرى عزلة الخُمُس العدني بمديرية سنحان وبني بهلول التابعة لمحافظة صنعاء، بلغ تعداد سكانها 357 نسمة حسب تعداد اليمن لعام 2004.